# شمنیسم: تکنیک‌های باستانی خلسه

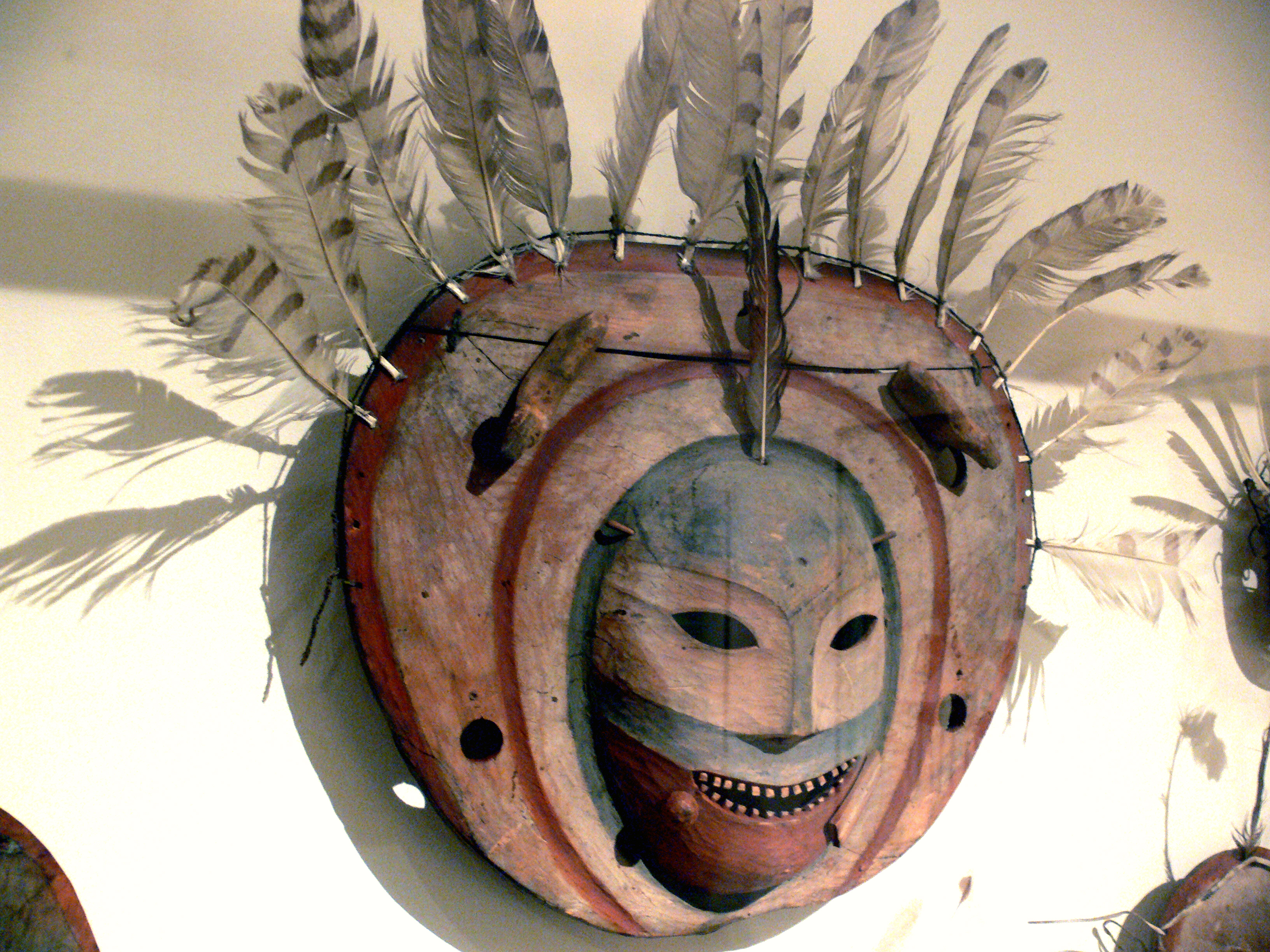
یک ماسک شمن

شمنیسم: تکنیک‌های باستانی خلسه یک مطالعه تاریخی در مورد اشکال مختلف شمنیسم در سراسر جهان است که توسط مورخ دین رومانیایی میرچا الیاده نوشته شده‌است. اولین بار در فرانسه توسط Librarie Payot با عنوان فرانسوی Le Chamanisme et les techniques archaïques de l'extase در سال ۱۹۵۱ منتشر شد. این کتاب متعاقباً توسط ویلارد آر. تراسک به انگلیسی ترجمه و توسط انتشارات دانشگاه پرینستون در سال ۱۹۶۴ منتشر شد.
در زمان نگارش کتاب، الیاده قبل از درگیر شدن با سیاست راست افراطی در زادگاهش رومانی، مدرک دکترای خود را با مطالعه هندوئیسم در هند دریافت کرده بود. پس از روی کار آمدن دولت کمونیستی، او در سال ۱۹۴۵ به پاریس، فرانسه گریخت، جایی که یک موقعیت آکادمیک گرفت و شروع به مطالعه شمنیسم کرد و قبل از انتشار کتابش چندین مقاله آکادمیک در این زمینه نوشت.
نیمه اول شمنیسم به عناصر مختلف تمرین شمنی، مانند ماهیت بیماری و رویاهای آغازین، روش کسب قدرت شمن، نقش آغاز شمن و نمادگرایی لباس و طبل شمن می‌پردازد. نیمه دوم کتاب به توسعه شمنیسم در هر منطقه از جهان که در آن یافت می‌شود، از جمله آسیای مرکزی و شمالی، قاره آمریکا، آسیای جنوب شرقی و اقیانوسیه و همچنین تبت، چین و خاور دور می‌پردازد. الیاده استدلال می‌کند که همه این شمنیسم‌ها باید منبع مشترکی به عنوان دین اصلی بشریت در دوران پارینه سنگی داشته باشند.
پس از انتشار، کتاب الیاده به عنوان یک مطالعه مهم و معتبر در موضوع شمنیسم شناخته شد. در دهه‌های بعد، با افزایش و بهبود دانش‌های مردم‌شناسی و تاریخی، عناصر کتاب، مورد بررسی فزاینده‌ای قرار گرفت، همان‌طور که استدلال الیاده مبنی بر وجود پدیده‌ای جهانی که می‌توان آن را «شمنیسم» نامید یا اینکه همه شمنیسم‌ها منبع مشترکی دارند، مورد بررسی قرار گرفت. کتاب او همچنین تأثیر قابل توجهی بر جنبش نئوشامانی داشت که در دهه‌های ۱۹۶۰ و ۱۹۷۰ در جهان غرب شکل گرفت.

## زمینه
میرچا الیاده در سال ۱۹۰۷ در بخارست، رومانی به دنیا آمد. او با حضور در کالج ملی اسپیرو هارت، متعاقباً از سال ۱۹۲۵ تا ۱۹۲۸ در دانشکده فلسفه و ادبیات دانشگاه بخارست تحصیل کرد. در سال ۱۹۳۳ که برای مطالعه ادیان این کشور به هند سفر کرد، دکترای خود را برای پایان‌نامه ای که به بحث در مورد یوگا اختصاص داشت دریافت کرد. او که برای روزنامه ملی‌گرای کووانتول می‌نوشت، علیه یهودستیزی سخن گفت، اما با گارد آهنین، یک گروه فاشیست رومانیایی، مرتبط شد. به دلیل مشارکت در راست افراطی دستگیر شد و پس از آزادی در سال ۱۹۴۰ و به عنوان وابسته فرهنگی در بریتانیا و سپس پرتغال استخدام شد. پس از جنگ جهانی دوم، الیاده از ترس ظهور یک دولت کمونیستی در رومانی به پاریس، فرانسه نقل مکان کرد. در اینجا، او در ازدواج دومش، با کریستینل کوتسکو تبعیدی رومانیایی ازدواج کرد.
الیاده همراه با امیل سیوران و دیگر مهاجران رومانیایی، با دیپلمات سابق الکساندر بوسویوچانو گرد هم آمدند و به او کمک کردند افکار ضد کمونیستی را برای عموم اروپای غربی تبلیغ کند. در سال ۱۹۴۷، او با محدودیت‌های مادی مواجه بود و آناندا کوماراسوامی برای او شغلی به عنوان معلم فرانسوی زبان در ایالات متحده، در مدرسه ای در آریزونا پیدا کرد. این توافق پس از مرگ کوماراسوامی در ماه سپتامبر به پایان رسید. در آغاز سال ۱۹۴۸، او برای مجله Critique که توسط متفکر فرانسوی ژرژ باتای ویرایش می‌شد، نوشت. سال بعد، او برای سفر به ایتالیا رفت و در آنجا ۳۰۰ صفحه اول رمان Noaptea de Sânziene را نوشت (او برای سومین بار در سال ۱۹۵۲ از این کشور دیدن کرد). او پس از توصیه هنری کوربین در سال ۱۹۴۹ با کارل یونگ و حلقه ارانوس همکاری کرد، و به همراه ارنست یونگر مجله Antaios را ویرایش کرد. در سال ۱۹۵۰، الیاده شروع به شرکت در کنفرانس‌های ارانوس کرد و با یونگ، اولگا فروبه-کاپتین، گرشوم شولم و پل رادین ملاقات کرد. او ارانوس را «یکی از خلاقانه‌ترین تجربیات فرهنگی دنیای مدرن غرب» توصیف کرد.
الیاده که از فرانسه کار می‌کرد، شروع به مطالعه شمنیسم از دیدگاه جهانی کرده بود و سه مقاله در این زمینه منتشر کرد: "Le Probléme du Chamanisme" در مجله Revue de l'histoire des مذهبی (۱۹۴۶)، "شمنیسم" در ادیان فراموش شده، گلچین ویرایش شده توسط Vergilius Ferm (1949) و "Einführende Betrachtungen über den Schamanismus" در مجله Paideuma (1951). او همچنین در مارس ۱۹۵۰ در دانشگاه رم و مؤسسه ایتالیایی برای مدیو اد استرمو اورینته در این زمینه سخنرانی کرده بود.

## خلاصه داستان
الیاده در پیشگفتار خود رویکردی را که در کتاب در پیش گرفته‌است توضیح می‌دهد و اشاره می‌کند که قصد او این است که شمنیسم جهانی را در تاریخ بزرگتر دین قرار دهد. او با مخالفت با هر ادعایی مبنی بر اینکه شمنیسم نتیجه بیماری روانی است، مزایایی را که تحقیقات جامعه‌شناختی و قوم‌نگاری بیشتر می‌تواند پیش از توضیح نقش مورخ ادیان فراهم کند، برجسته می‌کند. او با توصیف شمنیسم به عنوان «دقیقاً یکی از تکنیک‌های باستانی خلسه»، اعلام می‌کند که شمنیسم، «عرفان ،جادو و «دین» به معنای وسیع کلمه است.»
فصل اول، ملاحظات کلی. روش‌های استخدام. شمنیسم و مسلک عرفانی، جزئیات کاوش الیاده در ریشه‌شناسی و کاربرد اصطلاحی کلمه «شمنیسم» را شرح می‌دهد.

## استدلال‌ها

### تعریف شمنیسم
الیاده در طول مطالعه خود در مورد این موضوع، چندین تعریف مختلف از کلمه «شمنیسم» ارائه کرد. اولین مورد این بود که شمنیسم صرفاً یک «تکنیک خلسه» را تشکیل می‌داد و به نظر الیاده، این تعریف «کم خطرترین» بود. شمنیسم یک رسم منعطف است که در چارچوبی از باورها و اعمال کیهان شناختی تعبیه شده‌است. شمن‌ها معتقدند که بین همه چیز در جهان ارتباط معنوی وجود دارد و بنابراین، شمنیسم را دین و علم نمی‌دانند. در عوض، شمنیسم را می‌توان به عنوان شفابخش یا کمک به فناوری در نظر گرفت. برای اینکه شمن‌ها به قدرتی که توسط ارواح به آنها داده شده دسترسی پیدا کنند، به یک سفر معنوی می‌روند. تعاریف دیگر برای کلمه «شمنیسم» به جای یکدیگر استفاده می‌شود. «انسان طبیب»، «جادوگر»، «روح شفابخش» و «جادوگر» نمونه‌هایی هستند که برای توصیف افرادی با این قدرت‌های «مذهبی- جادویی» به کار می‌روند. این افراد «مذهبی جادویی» یا شمن‌ها به روش‌های غیر متعارف در اعمال انعطاف‌پذیر خود - مانند ارواح، گیاهان مقدس و ماوراء طبیعی - اعتقاد داشتند و از آنها برای شفای افراد دیگر استفاده می‌کردند. شمن‌ها از لحاظ نظری در عمل خود موجه هستند و می‌توان آنها را به عنوان ارباب ارواح که گروه خاصی از ارواح تسلط یافته دارند، دانست.

## پذیرش
هیلدا الیس دیویدسون، در کتاب خود به نام خدایان و اسطوره‌های اروپای شمالی (۱۹۶۴) در مورد عملکرد اسکاندیناوی سییر، کتاب فرانسوی زبان الیاده را «کامل‌ترین مطالعه اخیر دربارهٔ شمنیسم» توصیف کرد.
انتقاد بیشتر از برخی از مواضع الیاده از سوی مورخ انگلیسی رونالد هاتون از دانشگاه بریستول در کتاب خود، Shamans: Siberian Spirituality and the Western Imagination (2001) وارد شد. هاتون با ادعای الیاده مبنی بر اینکه پیشگویی فقط نقشی جزئی در شمنیسم سیبری ایفا می‌کرد، مخالفت کرد و مدعی شد که الیاده هیچ سندی برای اثبات چنین ادعایی ارائه نکرده‌است و شواهد قوم‌نگاری در واقع نشان می‌دهند که برعکس است. او این را بخشی از یک مشکل گسترده‌تر می‌دید که به موجب آن الیاده «انواع معتقدین بومی» را از «تصویر منتخب خود از شمن» نادیده گرفته بود و «قصد تعمیم» داشت. هاتون همچنین استدلال کرد که توصیف الیاده از کیهان‌شناسی سنتی سیبری بسیار موجود در میان گروه‌های مختلف بومی سیبری رت ساده‌انگاری می‌کند و ادعای الیاده مبنی بر اینکه شمنیسم سیبری حول چشم‌اندازی از مرگ و تولد دوباره می‌چرخد، به همین ترتیب نادرست بود.
برای انتشار مجدد شمنیسم به زبان انگلیسی در سال ۲۰۰۴ توسط انتشارات دانشگاه پرینستون، پیشگفتار جدیدی از هندشناس آکادمیک وندی دونیگر سفارش داده شد. در آن زمان، دونیگر منصب پروفسور میرچا الیاده تاریخ ادیان در دانشگاه شیکاگو را داشت. دونیگر که سال‌ها دوست و همکار شخصی او بود، از پیش‌گفتار او برای دفاع از او در برابر اتهاماتی مبنی بر فاشیست یا ضدیهود بودنش استفاده کرد و کار او را در شمنیسم ارزیابی کرد. او با مقایسه‌هایی با جیمز فریزر انسان‌شناس و ماکس مولر فیلولوژیست، پذیرفت که در حالی که او دانش زمان خود را «در چارچوب مجموعه‌ای از فرضیات که ما دیگر آن را نمی‌پذیریم» ارتقا داد، کارش الهام‌بخش «یک نسل کامل» از محققان و آماتورها در این مطالعه بود از دین.